# Melitta Kliege
Melitta Kliege (* 1962 in Düsseldorf) ist eine deutsche Kunsthistorikerin und Ausstellungskuratorin.

## Leben und Wirken
Kliege studierte von 1985 bis 1991 Kunstgeschichte, Japanologie und Vergleichende Religionswissenschaften an der Rheinischen Friedrich-Wilhelms-Universität in Bonn, an der Universität zu Köln und seit 1987 an der Freien Universität in Berlin. Das Studium schloss sie mit einer Arbeit zu Antoni Tàpies ab. 1996 wurde sie bei Werner Busch in Berlin über den Begriff der Partizipation in der Kunst der 1960er Jahre (an Werkbeispielen von Joseph Beuys und Antoni Tàpies) promoviert. Die Dissertation wurde von der Studienstiftung des Deutschen Volkes gefördert.
1996 bis 1998 war sie wissenschaftliche Assistentin an der Hamburger Kunsthalle. 1998 wurde sie als Ausstellungsleiterin für zeitgenössische Kunst an das Neue Museum – Staatliches Museum für Kunst und Design in Nürnberg berufen und hat zahlreiche Ausstellungen zur Gegenwartskunst konzipiert. Kliege war und ist Lehrbeauftragte an der Hochschule der Künste in Berlin und an der Akademie der bildenden Künste Nürnberg.
Kliege konzipierte eine Reihe von Ausstellungen zur jüngsten Kunstgeschichte. 2015 wurde die Ausstellung Gesichter – ein Motiv zwischen Figur Porträt und Maske mit dem Preis „Besondere Ausstellung 2015“ vom Internationalen Kunstkritikerverbandes AICA ausgezeichnet.
Mit dem Schwerpunkt „Kuratorische Praxis und Kunst der Gegenwart/Curatorial Studies and Contemporary Art“ war Kliege von 2017 bis 2020 am Institut für Kunstgeschichte der Friedrich-Alexander-Universität Erlangen-Nürnberg in Forschung und Lehre tätig. Derzeit lehrt sie mit dem Schwerpunkt „Curatorial Studies und Kunst der Gegenwart“ am Institut für Kunstgeschichte der Ludwig-Maximilians-Universität München.
Kliege war Mitglied der Ankaufskommission des Freistaat Bayern.

## Ausstellungen (Auswahl)
- 1992 Berlin 37 Räume, Kunst-Werke Berlin (Beitrag: Instrumente – Christiane ten Hoevel, Sigrid Lange, Auguststraße 69)
- 1993 integral(e) Kunstprojekte, Neue Gesellschaft für bildende Kunst (NGBK), Berlin, (mit Annette Tietenberg)
- 1998 Bruce Nauman. Versuchsanordnungen. Werke 1965–1994, Hamburger Kunsthalle
- 2000 Abstrakte Kunst, Neues Museum in Nürnberg (Lucio Fontana, Serge Poliakoff, Ernst Wilhelm Nay, Hans Hartung, Rupprecht Geiger, Jean-Paul Riopelle und Sigmar Polke, Franz West, Günther Förg, Martin Kippenberger, Rupprecht Matthies, Daniel Richter)
- 2001 Richard Artschwager. Up and Across, Neues Museum in Nürnberg
- 2003 Julian Opie, Neues Museum in Nürnberg
- 2004 70/90. Engagierte Kunst, Neues Museum in Nürnberg (Stanley Brouwn, Arthur Köpcke, Bruce Nauman, Hans Haacke, Alighiero Boetti, Dan Graham, Stephen Willats und Christine und Irene Hohenbüchler, Tobias Rehberger, Andrea Zittel, Rirkrit Tiravanija, Jorge Pardo und Winter/Hörbelt, WochenKlausur)
- 2006 Kunst als Kommentar, Neues Museum in Nürnberg (Georg Herold, Martin Kippenberger, Albert Oehlen, Sigmar Polke und Rosemarie Trockel)
- 2007 Wenn Handlungen Form werden. Ein neuer Realismus in der Kunst seit den fünfziger Jahren, Neues Museum in Nürnberg (Arman, César, Christo, Tony Cragg, Arpad Dobriban, Signe Guttormsen, Leni Hoffmann, San Keller, Imi Knoebel, Peter Kubelka, Reinhard Mucha, Saburo Murakami, Claes Oldenburg, Arnulf Rainer, Florian Slotawa, Daniel Spoerri, Simon Starling, Günther Uecker)
- 2008 Manfred Pernice, Que – Sah, Neues Museum in Nürnberg
- 2009 Katharina Grosse. stuntweet, Reihe /prospekt/, Neues Museum in Nürnberg
- 2009 Daniel Buren. Modulation. Arbeiten in situ, Neues Museum in Nürnberg
- 2011/12 Gespenster, Magie und Zauber. Konstruktionen des Irrationalen in der Kunst von Füssli bis heute, Neues Museum in Nürnberg (u. a. Joseph Beuys, Anna und Bernhard Blume, Ulla von Brandenburg, Tobias Gerber, Christian Jankowski, Lili Fischer, Sigmar Polke, Arnulf Rainer, Thomas Schütte, Nina von Seckendorff, Antoni Tapies und Miwa Yanagi)
- 2013 Funktion – Dysfunktion. Kunstzentrum Glasgow, Reihe /prospekt/, Neues Museum in Nürnberg (Claire Barclay, Martin Boyce, Nick Evans, Nicolas Party, Ciara Phillips und Mary Redmond)
- 2015 Gesichter. Ein Motiv zwischen Figur, Porträt und Maske, Neues Museum in Nürnberg (Bas Jan Ader, Candice Breitz, Marlene Dumas, Günther Förg, Roni Horn, Franz Xaver Messerschmidt, Bruce Nauman, Julian Opie, Tony Oursler, Arnulf Rainer, Thomas Ruff, Eva-Maria Schön, Thomas Schütte, Cindy Sherman, Wiebke Siem, Heidi Sill, Sam Taylor-Johnson, Rosemarie Trockel, Andy Warhol und Gillian Wearing)

## Auszeichnungen
- 2012: Ranking der Ausstellung Gespenster, Magie und Zauber unter den „10 besten Ausstellungen des Jahres in Deutschland“, Kunstjahr 2012
- 2015: „Besondere Ausstellung“ durch die deutsche Sektion des Internationalen Kunstkritikerverbandes (AICA)[2]

## Publikationen (Auswahl)
- (als Hrsg.): Rekonstruktion einer Ausstellung zur Projektkunst im öffentlichen Raum – integral(e) Kunstprojekte, Wien 2022,  ISBN 978-3-903439-20-7.
- Youjin Yi. Fusion, Wien, 2020 (Hg. mit Tanja Pol) ISBN 978-3-903320-72-7
- „Paloma Varga Weisz“, in: Maske – In der Kunst der Gegenwart, Ausst.kat Aargauer Kunsthaus, Aarau 2019 ISBN 978-3-85881-645-0
- „Ed Atkins, Anastasia Ax, Ulla von Brandenburg, Aleksandra Chaushova, Julia Haller – fünf Positionen zur Zeichnung“, in: Internationaler Faber-Castell Preis für Zeichnung 2015, Ausst.kat. Neues Museum in Nürnberg in Kooperation mit Faber-Castell, Neues Museum in Nürnberg, 2015 ISBN 978-3-903004-33-7
- Wiebke Siem. Arbeiten 1983 - 2013, Verlag für moderne Kunst Nürnberg, 2013 (Hg. mit Angelika Nollert) ISBN 978-3-86984-432-9
- „Sevda Chkoutova, Trisha Donnelly, Sabine Moritz, Paulina Olowska, Jorinde Voigt – fünf Positionen zur Zeichnung“, in: Internationaler Faber-Castell Preis für Zeichnung 2012, Ausst.kat. Neues Museum in Nürnberg, 2012 ISBN 978-3-86984-365-0
- „Kunst als Situation. Das Environment der sechziger Jahre und Räume der Kunst heute“, in: 30 Künstler / 30 Räume, Ausst.kat. Neues Museum in Nürnberg, Kunsthalle Nürnberg, Kunstverein Nürnberg, Institut für moderne Kunst, 2012 ISBN 978-3-86984-320-9
- „Franz West“, in: Franz West. Sisyphos: Litter & Waste, Ausst.kat. Gagosian Gallery, New York 2003 ISBN 1-880154-89-7
- „Abstrakte Kunst als Möbel. Die autonomen Skulpturen von Franz West“, in: Dörte Zbikowski (Hg.), Franz West, München 2002 ISBN 3-88960-059-X
- Formen des Erzählens. Skulpturen der achtziger und neunziger Jahre, Reihe Im Kontext, Verlag für moderne Kunst Nürnberg, 2000 ISBN 3-933096-29-4
- „Farbwechsel – Die Lackbilder von Robert Lucander“, in: Robert Lucander Accattone, Ausst.kat. Contemporary Fine Arts Berlin, 2000 ISBN 3-931355-07-1
- „Das Kunstwerk als Muster ohne Wert. Acht Lese- und Arbeitsstücke von Arthur Koepcke“, in: Uwe M. Schneede (Hg.), Entdeckungen in der Hamburger Kunsthalle. Essays zu Ehren von Helmut R. Leppien, Hamburg 1999 ISBN 3-922909-39-6
- Funktionen des Betrachters. Modelle der Partizipation bei Joseph Beuys und Antoni Tàpies, München, Silke Schreiber Verlag, 1999 (zugl. Diss. 1996) ISBN 388960045X
- „Die Macht der Erwartung. Rosemarie Trockels Familienportraits“, in: Rosemarie Trockel. Köln, Brüssel Paris Wien I Wien II Opladen Schwerte Düren Hamburg, Ausst.kat. Hamburger Kunsthalle, 1998 ISBN 3-896-11-053-5